# کد شبکه
کد شبکه (انگلیسی: Grid code) مشخصات فنی است که پارامترهایی را که تأسیسات متصل به شبکه برق عمومی باید رعایت کند تا عملکرد ایمن، ایمن و اقتصادی سیستم الکتریکی را تضمین کند، مشخص می‌کند. این تأسیسات می‌تواند نیروگاه تولید برق، مصرف‌کننده یا شبکه دیگری باشد. کد شبکه توسط مرجع مسئول یکپارچگی سیستم و عملکرد شبکه مشخص می‌شود. تفسیر آن معمولاً شامل اپراتورهای شبکه (اپراتورهای سیستم توزیع یا انتقال)، نمایندگان کاربران و تا حدی بین کشورهای مختلف، نهاد تنظیم کننده است.
بسته به الزامات شرکت انتقال، محتوای کد شبکه متفاوت است. به‌طور معمول، یک کد شبکه رفتار مورد نیاز یک ژنراتور متصل در هنگام اختلالات سیستم را مشخص می‌کند. اینها شامل تنظیم ولتاژ، محدودیت ضریب توان و منبع تغذیه راکتیو، پاسخ به خطای سیستم (به عنوان مثال اتصال کوتاه)، پاسخ به تغییرات فرکانس در شبکه و الزام عبور از ولتاژ پایین است.
در همه کشورها یک کد شبکه مشترک وجود ندارد و هر شبکه برقی کد شبکه خود را دارد. حتی در آمریکای شمالی، هیچ کد شبکه ای وجود ندارد که برای همه مناطق اعمال شود.

## تولیدکنندگان مستقل برق
همه ژنراتورها از جمله تولیدکنندگان برق مستقل مانند نیروگاه‌های فتوولتائیک یا مزارع بادی باید از کد شبکه پیروی کنند.